# Gränsta
Gränsta is een plaats in de gemeente Uppsala in het landschap Uppland en de provincie Uppsala län in Zweden. De plaats heeft 107 inwoners (2005) en een oppervlakte van 28 hectare.